# Yakuza w fartuszku. Kodeks perfekcyjnego pana domu
Yakuza w fartuszku. Kodeks perfekcyjnego pana domu (jap. 極主夫道 Gokushufudō) – manga autorstwa Kōsukego Ōno, publikowana w internetowym magazynie mangowym „Kurage Bunch” od lutego 2018. Na jej podstawie w 2020 roku powstała TV Drama wyemitowana przez stację Nippon TV oraz serial ONA wyprodukowany przez studio J.C.Staff i wydany na platformie Netflix w kwietniu 2021.

## Bohaterowie
- Tatsu (jap. 龍)

Seiyū: Kenjirō Tsuda (anime, promo wideo), Hiroshi Tamaki (TV drama) (japoński), Damian Kulec (polski)
- Miku (jap. 美久)

Seiyū: Shizuka Itō (anime) (japoński), Joanna Sokołowska (polski), Maaya Sakamoto (promo wideo), Haruna Kawaguchi (TV drama)
- Masa (jap. 雅)

Seiyū: Kazuyuki Okitsu (anime) (japoński), Sebastian Machalski (polski), Ken’ichi Suzumura (promo wideo), Jun Shison (TV drama)
- Torajirō (jap. 虎二郎)

Seiyū: Yoshimasa Hosoya (anime, promo wideo) (japoński), Mateusz Kwiecień (polski), Kazuyuki Okitsu (anime), Ken’ichi Takitō (TV drama)
- Hibari Torii (jap. 酉井雲雀 Torii Hibari)

Seiyū: Atsuko Tanaka (anime) (japoński), Anna Wodzyńska (polski), Izumi Inamori (TV drama)
- Gin (jap. 銀)

Seiyū: M.A.O (anime) , Yūki Kaji (TV drama spinoff)
- Młody porucznik yakuzy

Seiyū: Jun Fukushima (anime) 
- Prezes

Seiyū: Kimiko Saitō (anime) 
- Policjanci

Seiyū: Masashi Nogawa i Jun’ichi Yanagita (anime) , Junpei Yasui i Yūta Furukawa (TV drama)
- Były szef yakuzy

Seiyū: Hōchū Ōtsuka (anime) , Naoto Takenaka (TV drama)

## Manga
W Japonii manga była pierwotnie opublikowana w internetowym magazynie mangowym „Kurage Bunch” jako pięciorozdziałowa seria limitowana, ale stała się na tyle popularna, że została kontynuowana. Rozdziały zostały wydane w tomach tankōbon przez wydawnictwo Shinchōsha. W Polsce manga została wydana nakładem wydawnictwa Studio JG.
| Nr | Język japoński   | Język japoński         | Język polski        | Język polski           |
| Nr | Data wydania     | ISBN                   | Data wydania        | ISBN                   |
| -- | ---------------- | ---------------------- | ------------------- | ---------------------- |
| 1  | 8 sierpnia 2018  | ISBN 978-4-10-772104-4 | 7 października 2019 | ISBN 978-83-8001-492-3 |
| 2  | 7 grudnia 2018   | ISBN 978-4-10-772137-2 | 24 marca 2020       | ISBN 978-83-8001-557-9 |
| 3  | 8 czerwca 2019   | ISBN 978-4-10-772191-4 | 19 lipca 2020       | ISBN 978-83-8001-582-1 |
| 4  | 9 grudnia 2019   | ISBN 978-4-10-772238-6 | 18 grudnia 2020     | ISBN 978-83-8001-626-2 |
| 5  | 9 czerwca 2020   | ISBN 978-4-10-772291-1 | 28 czerwca 2021     | ISBN 978-83-8001-762-7 |
| 6  | 9 listopada 2020 | ISBN 978-4-10-772338-3 | 3 sierpnia 2022     | ISBN 978-83-8001-916-4 |
| 7  | 9 marca 2021     | ISBN 978-4-10-772368-0 | 29 marca 2023       | ISBN 978-83-8257-091-5 |
| 8  | 9 września 2021  | ISBN 978-4-10-772419-9 | 31 lipca 2023       | ISBN 978-83-8257-210-0 |
| 9  | 9 marca 2022     | ISBN 978-4-10-772482-3 | 23 lutego 2024      | ISBN 978-83-8257-310-7 |
| 10 | 7 lipca 2022     | ISBN 978-4-10-772516-5 | 30 sierpnia 2024    | ISBN 978-83-8257-303-9 |
| 11 | 7 stycznia 2023  | ISBN 978-4-10-772562-2 | —                   |                        |
| 12 | 7 lipca 2023     | ISBN 978-4-10-772619-3 | —                   |                        |
| 13 | 8 grudnia 2023   | ISBN 978-4-10-772672-8 | —                   |                        |
| 14 | 9 maja 2024      | ISBN 978-4-10-772714-5 | —                   |                        |
| 15 | 8 stycznia 2025  | ISBN 978-4-10-772788-6 | —                   |                        |

## Filmy promocyjne
W celu wypromowania publikacji tomików mangi wyprodukowano wiele filmów animowanych. Kenjirō Tsuda użyczył głosu Tatsu, Ken’ichi Suzumura użyczył głosu Masie, Yoshimasa Hosoya – Torajirō, a Subaru Kimura – G-Gody.
W grudniu 2019 roku, w celu upamiętnienia serii, która osiągnęła 1,2 miliona egzemplarzy w druku, wyprodukowano promocyjny film aktorski. W produkcji Tsuda ponownie wciela się w rolę Tatsu, a Maaya Sakamoto w rolę Miku. Film został wyreżyserowany przez Kenjirō Tsudę i Hayato Yazaki.

## TV Drama
8 lipca 2020 roku ogłoszono, że serialowa adaptacja mangi zostanie wyemitowana na kanale Nippon TV w październiku 2020 roku. Hiroshi Tamaki wcielił się w rolę Tatsu. Serial został wyprodukowany przez Fine Entertainment i Yomiuri TV, reżyserem byli Toichirō Rutō, Eisuke Naitō i Ryūichi Honda, a scenarzystą Manabu Uda i Moraru.
29 lipca 2021 roku Netflix ogłosił, że kolejna adaptacja aktorska z Kenjirō Tsudą w roli głównej, zatytułowana The Ingenuity of the Househusband (jap. 極工夫道 Gokukufūdō), ukazała się 29 sierpnia. Drugi sezon ukazał się 7 października 2021 roku.

### Film aktorski
3 listopada 2021 roku Sony Pictures Entertainment Japan ogłosiło, że latem 2022 roku zostanie wydany film aktorski, którego reżyserem będzie Tōichirō Rutō. Hiroshi Tamaki, Haruna Kawaguchi, Jun Shison, Tamaki Shiratori, Naoto Takenaka, Izumi Inamori, Kenichi Takitō, Yūta Furukawa, Junpei Yasui, Tina Tamashiro, MEGUMI i Michiko Tanaka, którzy zagrali w serialu z 2020 roku, ponownie odegrają swoje role.

## Anime
26 października 2020 roku, podczas Netflix Anime Festival, zapowiedziano adaptację anime (ONA) mangi Yakuza w fartuszku. Serial został wyprodukowany przez J.C.Staff i wyreżyserowany przez Chiaki Kon. Scenarzystą został Susumu Yamakawa. Kenjirō Tsuda ponownie użyczył głosu Tatsu. W marcu 2021 roku ogłoszono, że serial anime zostanie wydany 8 kwietnia 2021 roku w serwisie Netflix. Druga część serii miała swoja premierę 7 października 2021 roku.
1 stycznia 2023 roku ukazał się drugi sezon serialu, który jest dostępny z polskimi napisami i dubbingiem.

## Odbiór
Manga Yakuza w fartuszku. Kodeks perfekcyjnego pana domu została pozytywnie przyjęta przez krytyków. Recenzując pierwszy tom dla Polygon, pisarka Julia Lee nazwała ją „idealną mieszanką komedii i akcji” oraz „miłą, niemądrą mangą na poprawę humoru”. Anime News Network dało 4,5 na 5 gwiazdek, nazywając ją „pewną siebie i biegłą w tempie, ze wspaniałą grafiką i doskonałym wyczuciem komizmu”. Z drugiej strony, Reuben Baron z Comic Book Resources podsumował serię jako „uroczą”, ale bez różnorodności, chociaż pochwalił jakość jej kreski.
Do grudnia 2019 roku wydrukowano 1,2 miliona egzemplarzy mangi. W rankingu sprzedaży Oriconu, pierwszy tom Yakuzy w fartuszku sprzedał się w liczbie 95 637 egzemplarzy do września 2018 roku, podczas gdy drugi tom – 143 051 egzemplarzy do stycznia 2019 roku.